# Elección al Senado de los Estados Unidos en Nueva Jersey de 2020
La Elección al Senado de los Estados Unidos en Nueva Jersey de 2020 se llevaron a cabo el 3 de noviembre de 2020 para elegir a un miembro del Senado de los Estados Unidos para representar al estado de Nueva Jersey. Se llevó a cabo al mismo tiempo que las elecciones presidenciales de los Estados Unidos de 2020, así como otras elecciones. Las elecciones primarias se trasladaron del 2 de junio de 2020 al 7 de julio de 2020, debido a preocupaciones por la pandemia de COVID-19.
El titular Cory Booker, miembro del Partido Demócrata y excandidato presidencial de 2020, se postuló para un segundo mandato completo. El candidato republicano fue Rik Mehta.

## Elección general

### Predicciones
| Fuente                | Clasificación | As of                  |
| --------------------- | ------------- | ---------------------- |
| Cook Political Report | Sólido        | 29 de octubre de 2020  |
| Inside Elections      | Sólido        | 28 de octubre de 2020  |
| Sabato's Crystal Ball | Sólido        | 2 de noviembre de 2020 |
| 270toWin              | Sólido        | 2 de noviembre de 2020 |
| Político              | Sólido        | 2 de noviembre de 2020 |

### Encuestas
| Fuente de la encuesta | Fecha(s) de realización                | Tamaño de muestra | Margen de error | Cory Booker (D) | Rik Mehta (R) | Otro Indecisos |
| --------------------- | -------------------------------------- | ----------------- | --------------- | --------------- | ------------- | -------------- |
| Research Co.          | 31 de octubre - 1 de noviembre de 2020 | 450 (LV)          | ± 4.6%          | 55%             | 32%           | 13%            |
| Swayable              | 23-26 de octubre de 2020               | 386 (RV)          | ± 6.5%          | 61%             | 39%           | –              |
| Rutgers University    | 19-24 de octubre de 2020               | 851 (LV)          | ± 4%            | 61%             | 31%           | 9%             |
| Stockton University   | 7-13 de octubre de 2020                | 721 (LV)          | ± 3.7%          | 57%             | 32%           | 10%            |
| Emerson College       | 4-7 de septiembre de 2020              | 500 (LV)          | ± 4.4%          | 52%             | 28%           | 21%            |
| Monmouth University   | 16-19 de abril de 2020                 | 635 (RV)          | ± 3.9%          | 55%             | 32%           | 11%            |

Segundo distrito del Congreso de Nueva Jersey
| Fuente de la encuesta | Fecha(s) de realización                  | Tamaño de muestra | Margen de error | Cory Booker (D) | Rik Mehta (R) | Otro Indecisos |
| --------------------- | ---------------------------------------- | ----------------- | --------------- | --------------- | ------------- | -------------- |
| Monmouth University   | 26 de septiembre al 1 de octubre de 2020 | 588 (RV)          | ± 4.1%          | 47%             | 39%           | 13%            |
| Monmouth University   | 26 de septiembre al 1 de octubre de 2020 | 588 (RV)          | ± 4.1%          | 48%             | 40%           | 12%            |
| Monmouth University   | 26 de septiembre al 1 de octubre de 2020 | 588 (RV)          | ± 4.1%          | 47%             | 41%           | 12%            |

#### Encuesta hipotética
con Hirsh Singh
| Fuente de la encuesta | Fecha(s) de realización | Tamaño de muestra | Margen de error | Cory Booker (D) | Hirsh Singh (R) | Otro Indecisos |
| --------------------- | ----------------------- | ----------------- | --------------- | --------------- | --------------- | -------------- |
| Monmouth University   | 16-19 de abril de 2020  | 635 (RV)          | ± 3.9%          | 58%             | 33%             | 9%             |

sobre si los encuestados votarían o no para reelegir a Cory Booker
| Fuente de la encuesta | Fecha(s) de realización         | Tamaño de muestra | Margen de error | Si  | No  | Otro Indecisos |
| --------------------- | ------------------------------- | ----------------- | --------------- | --- | --- | -------------- |
| Quinnipiac            | 30 de abril - 4 de mayo de 2020 | 941 (RV)          | ± 3.2%          | 53% | 36% | 11%            |

### Resultados

Resultados de las elecciones generales por municipio, los colores más oscuros indican un mayor porcentaje de victorias.

| Elección al Senado de los Estados Unidos en Nueva Jersey de 2020 | Elección al Senado de los Estados Unidos en Nueva Jersey de 2020 | Elección al Senado de los Estados Unidos en Nueva Jersey de 2020 | Elección al Senado de los Estados Unidos en Nueva Jersey de 2020 | Elección al Senado de los Estados Unidos en Nueva Jersey de 2020 | Elección al Senado de los Estados Unidos en Nueva Jersey de 2020 |
| Partido                                                          | Partido                                                          | Candidato/a                                                      | Votos                                                            | %                                                                |                                                                  |
| ---------------------------------------------------------------- | ---------------------------------------------------------------- | ---------------------------------------------------------------- | ---------------------------------------------------------------- | ---------------------------------------------------------------- | ---------------------------------------------------------------- |
|                                                                  | Demócrata                                                        | Cory Booker (titular)                                            | 2,541,178                                                        | 57.23%                                                           |                                                                  |
|                                                                  | Republicano                                                      | Rik Mehta                                                        | 1,817,052                                                        | 40.92%                                                           |                                                                  |
|                                                                  | Verde                                                            | Madelyn Hoffman                                                  | 38,288                                                           | 0.86%                                                            |                                                                  |
|                                                                  | Of, By, For!                                                     | Veronica Fernandez                                               | 32,290                                                           | 0.73%                                                            |                                                                  |
|                                                                  | LaRouche was Right                                               | Daniel Burke                                                     | 11,632                                                           | 0.26%                                                            |                                                                  |
| Total                                                            | Total                                                            | Total                                                            | 4,440,440                                                        | 100.0%                                                           |                                                                  |
| Margen de victoria                                               | Margen de victoria                                               | Margen de victoria                                               | 724,126                                                          | 16.31%                                                           |                                                                  |
|                                                                  | Control Demócrata                                                |                                                                  |                                                                  |                                                                  |                                                                  |